# Zoi!s
Zoi!s ist eine deutschsprachige Post-Punk-Band aus Schleswig bestehend aus Rasmus Carstensen, Hannes Jetter, Felix Klöpping und Marvin Wollesen.

## Geschichte
Gegründet im Jahr 2013, entwickelte sich die Schleswiger Gruppe Zoi!s, bestehend aus Rasmus Carstensen, Hannes Jetter, Felix Klöpping und Marvin Wollesen, vom ursprünglichen Oi!-Punk schnell hin zu einer ambitionierten Post-Punk-Band. In den vergangenen Jahren veröffentlichten Zoi!s in Eigenregie eine Demo („Jugendgottesdienst“ – 2014) und zwei EPs („Nichts Passiert“ – 2015 / „Splitter“ – 2016). Ox Fanzine beschrieb „Nichts passiert“ als „Oldschool im allerbesten Sinne“ mit kritischen Texten. Eine dritte EP „Wieder fremd“ aus dem Jahr 2019 sowie die Single „Dunkle Jahre“ (2022) erschienen in Zusammenarbeit mit dem Leipziger Label lala Schallplatten. Die Punkseite Bierschinken hörte hinter Resignation „viel, viel Musik“ und ein mitreißendes Gaspedal.
Bei einem Review in Krachfink gefiel vor allem der letzte Song „Ganz unten“ durch seine „herrlich entrückte Schwerelosigkeit“, während insgesamt neben guten Texten auch einige Schwächen beschrieben wurden.
Ox Fanzine hingegen lobte die ausgereifte Musik, das hohe Niveau und die Wortwucht der Texte. Zoi!s spielten deutschlandweit über 100 Konzerte, darunter mehrfach im Vorprogramm bekannter Bands wie Turbostaat, Love A und Findus. Nachdem im Jahr 2023 das bereits zehnjährige Bandjubiläum in der noch immer gleichen Besetzung gefeiert werden konnte, erscheint im Frühjahr 2024 mit „Alles explodiert“ das Debütalbum der Band bei Gunner Records.
Das Rockmagazin Visions stellte die vorab ausgekoppelte Doppelsingle „Der große Untergang / Das Problem“ vor.

## Stil
Zoi!s spielen energetischen Post-Punk mit deutschsprachigen Texten. Die Band schreibt die Musik gemeinsam.

## Diskografie

### Studioalben
- 2024: Alles explodiert (Gunner Records)

### EPS
- 2019: Wieder fremd (lala Schallplatten)
- 2016: Splitter (selbstveröffentlicht)
- 2015: Nichts passiert (selbstveröffentlicht)
- 2025: Alles implodiert (Gunner Records)

### Demos
- 2014: Jugendgottesdienst (selbstveröffentlicht)

### Singles
- 2022: Dunkle Jahre (lala Schallplatten)